# Scinax faivovichi
Scinax faivovichi es una especie de anfibio anuro de la familia Hylidae. Esta rana es endémica de la isla de Porcos Pequena, una pequeña isla de 24 hectáreas en la costa del municipio de Ubatuba en el estado de Sao Paulo (Brasil). Habita en las bromelias de la mata atlántica que cubre la isla. Los renacuajos también se desarrollan en las bromelias. Es una especie nocturna. Es una rana abundante en la isla, pero debido a lo extremadamente limitado de su área de distribución, a que su isla no está protegida y a que es muy susceptible a alteraciones de su hábitat hacen que esté considerada en peligro crítico de extinción.